# Quintanilla de la Mata
Quintanilla de la Mata település Spanyolországban, Burgos tartományban.  Lakosainak száma 108 fő (2024).

## Népesség
A település népessége az utóbbi években az alábbiak szerint változott:
| Lakosok száma | 166  | 157  | 151  | 147  | 144  | 137  | 126  | 112  | 117  | 108  |
|               | 2001 | 2004 | 2006 | 2009 | 2011 | 2014 | 2016 | 2019 | 2021 | 2024 |